# Фукс, Таня
Таня Фукс (идиш טאַניאַ פֿוקס‎‎; 1896, Бричаны, Хотинский уезд, Бессарабская губерния — 4 декабря 1950, Буэнос-Айрес) — еврейская журналистка, писатель, общественный деятель в Румынии, Польше и Аргентине. Писала на идише.

## Биография
С 1921 года училась в Черновицах и Бухаресте, где включилась в литературную жизнь и начала публиковаться как журналист в местных периодических изданиях. Её книжные рецензии публиковались в черновицком журнале «Литерарише блетер» (литературные листки). После замужества поселилась в Лодзи.
Её книга «אַ װאַנדערונג איבער אָקופּירטע געביטן» (скитания по оккупированным территориям) была опубликована на идише Центральным советом польских евреев в Аргентине в 1947 году и в переводе на испанский язык в 1951 году. В этой книге на основе повременных дневниковых записей подробно описываются блуждания автора по оккупированным немцами территориям Польши из Лодзи, где её застала Вторая мировая война (1939) через Пшемысль, и наконец в ставший советским Львов. Здесь она включилась в литературную жизнь, встречалась с советскими еврейскими писателями и приняла участие в организации нового литературного журнала «Дер ройтер штерн» (Красная звезда), первый номер которого вышел 1 июня 1941 года. 10 июня 1941 года она через Черновцы поехала навестить семью в Бричанах. После нападения Германии на Советский Союз она с семьёй сделала попытку эвакуироваться, но оказалась в захваченных немцами Черновцах и была депортирована в гетто. В том же 1941 году часть узников Черновицкого гетто, в том числе семья Тани Фукс, была пешим маршем депортирована в Транснистрию; немощные и больные были расстреляны по дороге румынскими солдатами.
После освобождения из гетто как гражданин иностранной державы получила разрешение на выезд из СССР и в 1946 году поселилась в Аргентине. Составила сборник документальных материалов о преступлениях немецких оккупантов (с соавторами, 1948).
Муж — журналист Лазарь Фукс (5 февраля 1892, Луково Мацеев — 30 января 1935, Лодзь), редактор газеты «Найер фолксблат».

## Публикации
- אַ װאַנדערונג איבער אָקופּירטע געביטן (а вандерунг ибер окупирте гебитн — скитания по оккупированным территориям). Буэнос-Айрес: Централ-фарбанд фун пойлише идн ин аргентине — Union Central Israelita Polaca en la Argentina, 1947. — 288 с.
- דאָקומענטן פֿון פֿאַרברעכענס און מאַרטירערשאַפֿט (документн фун фарбрехнс ун мартирершафт — документы преступлений и жертв, с Неллой Рост, Михлом Борвичем и Иосефом Вульфом). Монтевидео: Федерацие фун пойлише идн ин Уругвай, 1948. — 260 с.
- Tania Fuks. Peregrinacion Por Territorios Ocupados. Traducción directa del idisch por Elías Singer. Буэнос-Айрес, 1951. — 173 p.